# Schüren (St. Ingbert)
Schüren ist ein Weiler und Stadtteil der Mittelstadt St. Ingbert im Saarland. 

## Geografie
Schüren liegt im Waldgebiet zwischen St. Ingbert und Elversberg an der Landesstraße L 112 im Saarkohlenwald. Von Schüren aus hat man Zugang zum Naherholungsgebiet und Naturschutzgebiet Ruhbachtal.

## Geschichte
Schon im 16. Jahrhundert war an jener Stelle ein versumpfter Weiher (Pfuhl) mit einer Scheune (Scheuer) bekannt unter dem Namen Schaurenpfuhl oder Schirapfuhl. Ab 1783 war eine Ziegelei mit Wohnhaus in Betrieb, da vor Ort Lehm gegraben wurde. In dieser Zeit wurde der Wohnplatz als Schürer Ziegelhütte benannt. Anfang 1900 wurde die Ziegelei geschlossen und abgerissen, da sie gegen die großen Dampfziegeleien nicht mehr konkurrenzfähig war. Nach dieser Zeit wurde Schüren als Ausflugsort und idyllische Wohnstätte populär.